# Carrigrohane Castle
Carrigrohane Castle (irisch-gälisch: Caisleán Charraig Ruacháin) ist eine Burgruine im Dorf Carrigrohane im irischen County Cork. Sie liegt auf einem überhängenden Felsen über dem River Lee und besteht aus zwei Gebäuden, die sich in Alter, Höhe, Größe und Architektur unterscheiden. Das größere und ältere Gebäude ist rechteckig und hat drei Stockwerke.

## Geschichte

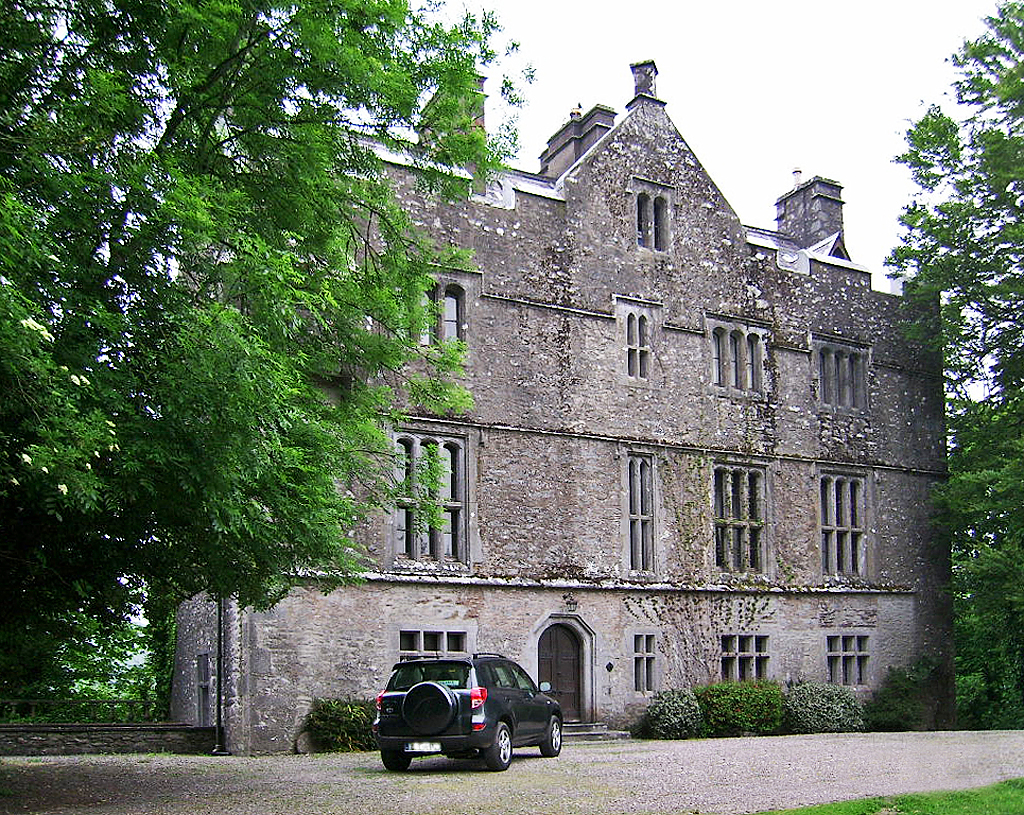
Das Wohnhaus aus dem 19. Jh. (2016)

Den Bau der ursprünglichen Konstruktion schreibt man der Familie MacCarthy zu. 1641, während der irischen Konföderationskriege, verfiel die Burg. Später wurde sie repariert und diente dem Raubritter Captain Cape und seinen Banditen als Sitz; sie lauerten Reisenden auf und plünderten die Umgebung. Nach einer Restaurierung Ende des 19. Jahrhunderts wurde die Burg später erneut renoviert und seit Ende des 20. Jahrhunderts als Wohnhaus genutzt.

## Geografie und Geister
Eine Höhle am Fuß des Felsens, auf dem die Ruine steht, soll mit den Höhlen von Ovens, etwa 6,5 km entfernt, in Verbindung stehen. Eine tiefe Doline namens Hell’s Hole unter Überhängen von Kalksteinfelsen an einer Flussbiegung flussaufwärts von der Burg soll von einem „monströsen Zweifüßer, der eine Mähne wie ein Pferd und ein Körper wie eine Eule hat“, heimgesucht werden.